# Messina (pokrajina)
Pokrajina Messina (talijanski: Provincia di Messina, sicilijanski: Pruvincia di Missina) je jedna od devet pokrajina u talijanskoj regiji Siciliji. Glavni i najvažniji grad pokrajine je Messina. 
Ova pokrajina zauzima sjeveroistočni dio otoka. Na jugu graniči s pokrajinom Catanijom i pokrajinom Ennom, na zapadu s pokrajinom Palermo, na sjeveru s Tirenskim morem, a na istoku s Jonskim morem i Mesinskim tjesnacem koji odvaja Siciliju od kontinenta.
Pokrajina se sastoji od 108 općina, uključujući općine Liparskih otoka koji se nalaze nedaleko od sjeverne obale. Zbog planina Peloritani i Nebrodi je ovo prilično brdovita pokrajina, pa je većina stanovništva koncentrirana na obali.
Turistička središta pokrajine su Tindari, Taormina, Capo d'Orlando, Milazzo i Liparski otoci s glavnim otokom Lipari. 

## Najveće općine
(stanje: 30. lipnja 2005.)
| Općina                    | Broj stanovnika |
| ------------------------- | --------------- |
| Messina                   | 246.951         |
| Barcellona Pozzo di Gotto | 41.157          |
| Milazzo                   | 32.600          |
| Patti                     | 13.241          |
| Sant’Agata di Militello   | 13.026          |
| Capo d’Orlando            | 12.928          |
| Taormina                  | 10.909          |
| Lipari                    | 10.782          |